# Unione Sportiva Catanzaro 1929 2018-2019
Questa voce raccoglie le informazioni riguardanti l'Unione Sportiva Catanzaro 1929 nelle competizioni ufficiali della stagione 2018-2019.

## Stagione
La stagione 2018-2019 è per il Catanzaro la 27ª partecipazione alla terza serie del Campionato italiano di calcio.
La squadra effettuerà il ritiro precampionato a Gubbio dal 15 luglio al 2 agosto, dove, il 29 luglio, effettua un test amichevole contro la formazione locale, terminato 0 a 0.

## Organigramma societario
Organigramma societario tratto dal sito ufficiale.
Area direttiva
- Presidente: Floriano Noto
- Direttore sportivo: Pasquale Logiudice[7]

Collegio Sindacale
- Presidente: Francesco Muraca
- Sindaco : Luciano Pirrò, Caterina Caputo
- Supplenti: Andrea Aceto, Francesco Leone

Area tecnica
- Allenatore: Gaetano Auteri
- Allenatore in seconda: Lorenzo Cassia
- Allenatore Portieri: Luca Aprile
- Preparatori Atletici: Antonio Raione, Giuseppe Talotta

Area Medica
- Responsabili Staff Medico: Dott.ssa Monica Celi, Dott. Francesco de Francesca, Dott. Francesco de Santis
- Medici Sociali: Dott. Enzo Macrì, Dott. Maurizio Caglioti, Dott. Roberto Ceravolo, Dott. Raffaele Mauro

## Divise e sponsor
Per la stagione 2018/2019 il Main Sponsor del Catanzaro sarà Coop Italia, mentre lo sponsor tecnico sarà Erreà.
| Casa | Trasferta | Terza divisa |

## Rosa
Dal sito internet ufficiale della società.
| N. |                    | Ruolo | Calciatore              |
| -- | ------------------ | ----- | ----------------------- |
| 1  | Italia (bandiera)  | P     | Jacopo Furlan           |
| 2  | Italia (bandiera)  | A     | Nicola Ciccone          |
| 3  | Italia (bandiera)  | D     | Francesco Pambianchi    |
| 4  | Italia (bandiera)  | C     | Mattia Maita (capitano) |
| 5  | Italia (bandiera)  | D     | Daniele Celiento        |
| 6  | Italia (bandiera)  | D     | Manuel Nicoletti        |
| 7  | Italia (bandiera)  | A     | Eugenio D'Ursi          |
| 8  | Brasile (bandiera) | C     | Alvaro Iuliano          |
| 9  | Italia (bandiera)  | A     | Andrea Bianchimano      |
| 10 | Italia (bandiera)  | A     | Luca Giannone           |
| 11 | Italia (bandiera)  | C     | Giuseppe Statella       |
| 12 | Albania (bandiera) | P     | Entonjo Elezaj          |
| 13 | Italia (bandiera)  | D     | Alessandro Favalli      |
| 14 | Italia (bandiera)  | D     | Cristian Riggio         |

| N. |                    | Ruolo | Calciatore            |
| -- | ------------------ | ----- | --------------------- |
| 15 | Italia (bandiera)  | D     | Andrea Signorini      |
| 16 | Ghana (bandiera)   | C     | Shaka Mawuli Eklu     |
| 17 | Senegal (bandiera) | A     | Mamadou Kanoute       |
| 18 | Grecia (bandiera)  | C     | Nikolaos Nikolopoulos |
| 19 | Italia (bandiera)  | C     | Carlo De Risio        |
| 20 | Senegal (bandiera) | D     | Malick Lame           |
| 21 | Italia (bandiera)  | A     | Manuel Fischnaller    |
| 22 | Italia (bandiera)  | P     | Matteo Pellegrino     |
| 23 | Italia (bandiera)  | D     | Giuseppe Figliomeni   |
| 23 | Italia (bandiera)  | P     | Rocco Mittica         |
| 25 | Italia (bandiera)  | C     | Francesco Posocco     |
| 27 | Italia (bandiera)  | A     | Andrea Repossi        |
| 30 | Italia (bandiera)  | C     | Giacomo Casoli        |

## Calciomercato

### Sessione estiva(dal 1/7 al 31/8)
| Acquisti | Acquisti              | Acquisti      | Acquisti   |
| R.       | Nome                  | da            | Modalità   |
| -------- | --------------------- | ------------- | ---------- |
| P        | Adnan Golubović       | Matera        | definitivo |
| P        | Rocco Mittica         | Matera        | definitivo |
| D        | Malick Lame           | Bisceglie     | definitivo |
| D        | Francesco Pambianchi  | Rende         | definitivo |
| D        | Giuseppe Figliomeni   | Foggia        | definitivo |
| D        | Manuel Nicoletti      | Crotone       | definitivo |
| D        | Cristian Riggio       | Crotone       | definitivo |
| D        | Daniele Celiento      | Pescara       | definitivo |
| D        | Andrea Signorini      | Ternana       | definitivo |
| D        | Alessandro Favalli    | Ternana       | definitivo |
| C        | Carlo De Risio        | Avellino      | definitivo |
| C        | Shaka Mawuli Eklu     | SPAL          | prestito   |
| C        | Giuseppe Statella     | Ternana       | definitivo |
| C        | Francesco Posocco     | SPAL          | definitivo |
| C        | Alvaro Iuliano        | Botev Plovdiv | definitivo |
| C        | Nikolaos Nikolopoulos | PAS Giannina  | definitivo |
| A        | Luca Giannone         | Pisa          | definitivo |
| A        | Manuel Fischnaller    | Alessandria   | definitivo |
| A        | Nicola Ciccone        | Gubbio        | definitivo |
| A        | Eugenio D’Ursi        | Bisceglie     | definitivo |
| A        | Andrea Repossi        | Ternana       | prestito   |
| A        | Mamadou Kanoute       | Pro Vercelli  | definitivo |

| Cessioni | Cessioni              | Cessioni  | Cessioni              |
| R.       | Nome                  | a         | Modalità              |
| -------- | --------------------- | --------- | --------------------- |
| P        | Emanuele Nordi        | -         | rescissione contratto |
| D        | Francesco De Giorgi   | Viterbese | definitivo            |
| D        | Matteo Zanini         | -         | rescissione contratto |
| C        | Daniel Onescu         | Bisceglie | rescissione contratto |
| C        | Kenneth Van Ransbeeck | -         | rescissione contratto |

### Sessione invernale(dal 1/1 al 31/1)
| Acquisti | Acquisti           | Acquisti | Acquisti   |
| R.       | Nome               | da       | Modalità   |
| -------- | ------------------ | -------- | ---------- |
| C        | Giacomo Casoli     | Gubbio   | definitivo |
| A        | Andrea Bianchimano | Perugia  | prestito   |

| Cessioni | Cessioni            | Cessioni | Cessioni   |
| R.       | Nome                | a        | Modalità   |
| -------- | ------------------- | -------- | ---------- |
| A        | Saveriano Infantino | Teramo   | definitivo |

## Risultati

### Serie C

#### Girone di andata
| Arbitro: | Carella (Bari) |

|            |           |  |
| Ciccone 7’ | Marcatori |  |

| Arbitro: | Cipriani (Empoli) |

|               |           |  |
| Gigliotti 85’ | Marcatori |  |

| Arbitro: | Marchetti (Ostia) |

|                            |           |  |
| Fischnaller 7’ Ciccone 90’ | Marcatori |  |

| Arbitro: | Sozza (Seregno) |

|                                  |           |           |
| Castaldo 31’ (rig.) D'Angelo 61’ | Marcatori | 28’ Maita |

| Arbitro: | Annaloro (Collegno) |

|               |           |  |
| Infantino 83’ | Marcatori |  |

| Arbitro: | Clerico (Torino) |

|  |           |                                                 |
|  | Marcatori | 13’ Giannone 52’ Riggio 66’ De Risio 70’ D'Ursi |

| Arbitro: | Zufferli (Udine) |

|  |           |                                     |
|  | Marcatori | 58’ Allievi 73’ Paponi 80’ Mastalli |

| 21 ottobre 2018 8ª giornata |  | – Turno di riposo Catanzaro |  |  |

| Monopoli 28 ottobre 2018, ore 14:30 CET 9ª giornata | Monopoli             | 0 – 0 referto | Catanzaro | Stadio Vito Simone Veneziani (1 517 spett.)\| Arbitro: \| Meraviglia (Pistoia) \| |
| Arbitro:                                            | Meraviglia (Pistoia) |               |           |                                                                                   |

| Arbitro: | Robilotta (Sala Consilina) |

|                |           |             |
| Figliomeni 52’ | Marcatori | 34’ De Sena |

| Arbitro: | Robilotta (Sala Consilina) |

|                           |           |           |
| Marotta 43’ Di Piazza 55’ | Marcatori | 3’ D'Ursi |

| Arbitro: | D'Ascanio (Ancona) |

|                                                |           |  |
| Kanoute 21’ Ciccone 25’ (rig.) Fischnaller 88’ | Marcatori |  |

| Arbitro: | Di Cairano (Ariano Irpino) |

|  |           |                        |
|  | Marcatori | 65’ D'Ursi 71’ Iuliano |

| Arbitro: | Meleleo (Casarano) |

|             |           |         |
| Kanoute 67’ | Marcatori | 50’ Lia |

| Arbitro: | Marcetti (Ostia Lido) |

|  |           |              |
|  | Marcatori | 67’ Statella |

| Arbitro: | Meleleo (Casarano) |

|                               |           |  |
| Bianchimano 31’ Signorini 49’ | Marcatori |  |

| Arbitro: | Paterna (Teramo) |

|              |           |            |
| M. Ricci 17’ | Marcatori | 23’ D'Ursi |

| Arbitro: | Maranesi (Ciampino) |

|                                   |           |              |
| Giannone 18’ Fischnaller 40’, 52’ | Marcatori | 59’ Tiscione |

| Arbitro: | Sozza (Seregno) |

|                            |           |                    |
| Taugourdeau 65’ Evacuo 73’ | Marcatori | 10’ (rig.) Kanoute |

#### Girone di ritorno
| Arbitro: | Miele (Nola) |

|              |           |                                                          |
| Di Somma 69’ | Marcatori | 9’ Eklu 12’ Maita 44’ Fischnaller 61’ (rig.), 67’ D'Ursi |

| Arbitro: | Colombo (Como) |

|                          |           |  |
| Fischnaller 1’, 36’, 44’ | Marcatori |  |

| Vibo Valentia 23 gennaio 2019, ore 20:30 CET 22ª giornata | Vibonese          | 0 – 0 referto | Catanzaro | Stadio Luigi Razza (3.238 spett.)\| Arbitro: \| De Santis (Lecce) \| |
| Arbitro:                                                  | De Santis (Lecce) |               |           |                                                                      |

| Arbitro: | Meraviglia (Pistoia) |

|                                     |           |                    |
| Figliomeni 16’ Bianchimano 24’, 45’ | Marcatori | 61’ 68’L. Castaldo |

| Arbitro: | Amabile (Vicenza) |

|                                   |           |                                            |
| Bellomo 50’ Doumbia 57’ Tassi 88’ | Marcatori | 2’, 37’ D'Ursi 5’ Bianchimano 34’ Celiento |

| Arbitro: | Gualtieri (Asti) |

|                                      |           |              |
| Giannone 2’ Eklu 27’ D'Ursi 65’, 67’ | Marcatori | 30’ Acampora |

| Castellammare di Stabia 13 febbraio 2019, ore 20:30 CET 26ª giornata | Juve Stabia        | 0 – 0 referto | Catanzaro | Stadio Romeo Menti (5.000 spett.)\| Arbitro: \| Ayroldi (Molfetta) \| |
| Arbitro:                                                             | Ayroldi (Molfetta) |               |           |                                                                       |

| 17 febbraio 2019 27ª giornata |  | – Turno di riposo Catanzaro |  |  |

| Arbitro: | Rutella (Enna) |

|               |           |  |
| Signorini 50’ | Marcatori |  |

| Arbitro: | Feliciani (Teramo) |

|              |           |  |
| Triarico 54’ | Marcatori |  |

| Arbitro: | Robilotta (Sala Consilina) |

|           |           |                           |
| D'Ursi 3’ | Marcatori | 43’ Marotta 55’ Di Piazza |

| Arbitro: | De Angeli (Abbiategrasso) |

|           |           |  |
| Gigli 77’ | Marcatori |  |

| Arbitro: | Curti (Milano) |

|                                          |           |  |
| Signorini 54’ D'Ursi 77’ Fischnaller 80’ | Marcatori |  |

| Arbitro: | Amabile (Vicenza) |

|  |           |                            |
|  | Marcatori | 25’ Fischnaller 87’ D'Ursi |

| Arbitro: | Di Graci (Como) |

|                             |           |                           |
| Celiento 8’ Fischnaller 18’ | Marcatori | 10’, 66’ Serao 77’ Zenuni |

| Arbitro: | Santoro (Messina) |

|                           |           |                            |
| Polidori 78’ Atanasov 90’ | Marcatori | 34’ Fischnaller 70’ D'Ursi |

| Catanzaro 20 aprile 2019, ore CEST 36ª giornata | Catanzaro | 3 – 0 Gara assegnata a tavolino per rinuncia del Matera | Matera | Stadio Nicola Ceravolo |

| Arbitro: | Acanfora (Castellammare di Stabia) |

|               |           |  |
| Vazquez 45+2’ | Marcatori |  |

| Arbitro: | Paterna (Teramo) |

|                                                                              |           |                                |
| Fischnaller 8’ Alvaro 36’ Maita 39’ Bianchimnano 41’ Celiento 60’ D'Ursi 75’ | Marcatori | 4’ Golfo 8’ Evacuo 10’ Toscano |

#### Playoff
| Arbitro: | D'Ascanio (Ancona) |

|              |           |  |
| Maiorino 20’ | Marcatori |  |

| Arbitro: | Amabile (Vicenza) |

|                              |           |                      |
| De Risio 52’ Fischnaller 69’ | Marcatori | 34’ Pesce 89’ Legati |

### Coppa Italia Serie C

#### Fase a gironi

##### Girone I
| Squadra   | P.ti | G | V | N | P | GF | GS | DR |
| --------- | ---- | - | - | - | - | -- | -- | -- |
| Catanzaro | 6    | 2 | 2 | 0 | 0 | 7  | 3  | +4 |
| Cavese    | 3    | 2 | 1 | 0 | 1 | 3  | 5  | -2 |
| Paganese  | 0    | 2 | 0 | 0 | 2 | 1  | 3  | -2 |

| Arbitro: | Luciani (Roma) |

|                      |           |                             |
| Cesaretti 11’ (rig.) | Marcatori | 5’ Fischnaller 55’ Celiento |

| Arbitro: | Fabio Natilla!Natilla (Molfetta) |

|           |           |  |
| Agate 31’ | Marcatori |  |

| Arbitro: | Pirrotta (Barcellona Pozzo di Gotto) |

|                                               |           |                  |
| Ciccone 14’, 85’ D'Ursi 23’, 70’ Celiento 58’ | Marcatori | 48’, 69’ Heatley |

#### Fase a eliminazione diretta
| Arbitro: | Cosso (Reggio Calabria) |

|                                          |           |            |
| Posocco 1’ Fischnaller 105’ Iuliano 118’ | Marcatori | 25’ Laribi |

| Arbitro: | Carella (Bari) |

|             |           |                          |
| Curiale 52’ | Marcatori | 42’ Eklu 74’ Bianchimano |

| Arbitro: | Zingarelli (Siena) |

|                   |           |  |
| Costa Ferreira 3’ | Marcatori |  |

## Statistiche

### Statistiche di squadra
| Competizione         | Punti | In casa | In casa | In casa | In casa | In casa | In casa | In trasferta | In trasferta | In trasferta | In trasferta | In trasferta | In trasferta | Totale | Totale | Totale | Totale | Totale | Totale | DR  |
| Competizione         | Punti | G       | V       | N       | P       | Gf      | Gs      | G            | V            | N            | P            | Gf           | Gs           | G      | V      | N      | P      | Gf     | Gs     | DR  |
| -------------------- | ----- | ------- | ------- | ------- | ------- | ------- | ------- | ------------ | ------------ | ------------ | ------------ | ------------ | ------------ | ------ | ------ | ------ | ------ | ------ | ------ | --- |
| Serie C              | 67    | 18      | 13      | 2       | 3       | 40      | 17      | 18           | 7            | 5            | 6            | 25           | 15           | 36     | 20     | 7      | 9      | 65     | 32     | +33 |
| Coppa Italia Serie C | 6     | 2       | 1       | 1       | 0       | 6       | 3       | 1            | 1            | 0            | 0            | 2            | 1            | 3      | 2      | 1      | 0      | 8      | 4      | +4  |
| Totale               | 73    | 20      | 14      | 3       | 3       | 46      | 20      | 19           | 8            | 5            | 6            | 27           | 16           | 39     | 22     | 8      | 9      | 73     | 38     | +37 |

### Andamento in campionato
| Giornata  | 1 | 2 | 3 | 4 | 5 | 6 | 7 | 8 | 9 | 10 | 11 | 12 | 13 | 14 | 15 | 16 | 17 | 18 | 19 | 20 | 21 | 22 | 23 | 24 | 25 | 26 | 27 | 28 | 29 | 30 | 31 | 32 | 33 | 34 | 35 | 36 |
| --------- | - | - | - | - | - | - | - | - | - | -- | -- | -- | -- | -- | -- | -- | -- | -- | -- | -- | -- | -- | -- | -- | -- | -- | -- | -- | -- | -- | -- | -- | -- | -- | -- | -- |
| Luogo     | C | T | C | T | C | T | C |   | T | C  | T  | C  | T  | C  | T  | C  | T  | C  | T  | T  | C  | T  | C  | T  | C  | T  |    | C  | T  | C  | T  | C  | T  | C  | T  | C  |
| Risultato | V | P | V | P |   | V | P |   | N | N  |    |    |    |    |    |    |    |    |    |    |    |    |    |    |    |    |    |    |    |    |    |    |    |    |    |    |
| Posizione | 4 | 6 | 4 | 8 | 8 | 4 | 8 | 8 | 9 | 9  |    |    |    |    |    |    |    |    |    |    |    |    |    |    |    |    |    |    |    |    |    |    |    |    |    |    |

Fonte:  Classifica Serie C Girone C, su m.corrieredellosport.it. URL consultato il 25 febbraio 2019 (archiviato dall'url originale il 25 febbraio 2019).
Legenda:

Luogo: C = Casa; T = Trasferta. Risultato: V = Vittoria; N = Pareggio; P = Sconfitta.

### Statistiche dei giocatori
In corsivo i giocatori ceduti nel mercato di gennaio.
| Giocatore        | Serie C  | Serie C | Serie C     | Serie C    | Coppa Italia | Coppa Italia | Coppa Italia | Coppa Italia | Totale   | Totale | Totale      | Totale     |
| Giocatore        | Presenze | Reti    | Ammonizioni | Espulsioni | Presenze     | Reti         | Ammonizioni  | Espulsioni   | Presenze | Reti   | Ammonizioni | Espulsioni |
| ---------------- | -------- | ------- | ----------- | ---------- | ------------ | ------------ | ------------ | ------------ | -------- | ------ | ----------- | ---------- |
| M. Banjie        | 0        | 0       | 0           | 0          | 0            | 0            | 0            | 0            | 0        | 0      | 0           | 0          |
| A. Bianchimano   | 0        | 0       | 0           | 0          | 0            | 0            | 0            | 0            | 0        | 0      | 0           | 0          |
| G. Casoli        | 0        | 0       | 0           | 0          | 0            | 0            | 0            | 0            | 0        | 0      | 0           | 0          |
| S. Cason         | 0        | 0       | 0           | 0          | 0            | 0            | 0            | 0            | 0        | 0      | 0           | 0          |
| D. Celiento      | 7        | 0       | 2           | 0          | 3            | 2            | 1            | 0            | 10       | 2      | 3           | 0          |
| N. Ciccone       | 8        | 2       | 1           | 0          | 2            | 2            | 0            | 0            | 10       | 4      | 1           | 0          |
| G. Corado        | 0        | 0       | 0           | 0          | 0            | 0            | 0            | 0            | 0        | 0      | 0           | 0          |
| E. Cunzi         | 0        | 0       | 0           | 0          | 0            | 0            | 0            | 0            | 0        | 0      | 0           | 0          |
| E. D'Ursi        | 8        | 1       | 0           | 0          | 3            | 2            | 0            | 0            | 11       | 3      | 0           | 0          |
| C. De Risio      | 8        | 1       | 1           | 0          | 0            | 0            | 0            | 0            | 8        | 1      | 1           | 0          |
| F. Di Nunzio     | 0        | 0       | 0           | 0          | 0            | 0            | 0            | 0            | 0        | 0      | 0           | 0          |
| S. Eklu          | 1        | 0       | 0           | 0          | 2            | 0            | 1            | 0            | 3        | 0      | 1           | 0          |
| E. Elezaj        | 4        | -4      | 0           | 0          | 2            | -3           | 0            | 0            | 6        | -7     | 0           | 0          |
| L. Falcone       | 0        | 0       | 0           | 0          | 0            | 0            | 0            | 0            | 0        | 0      | 0           | 0          |
| A. Favalli       | 6        | 0       | 1           | 0          | 1            | 0            | 0            | 0            | 7        | 0      | 1           | 0          |
| G. Figliomeni    | 3        | 1       | 0           | 0          | 3            | 0            | 0            | 0            | 6        | 1      | 0           | 0          |
| M. Fischnaller   | 8        | 1       | 0           | 0          | 2            | 2            | 0            | 0            | 10       | 3      | 0           | 0          |
| G. Gambaretti    | 0        | 0       | 0           | 0          | 0            | 0            | 0            | 0            | 0        | 0      | 0           | 0          |
| L. Giannone      | 8        | 1       | 0           | 0          | 2            | 0            | 0            | 0            | 10       | 1      | 0           | 0          |
| A. Golubovic     | 4        | -3      | 1           | 0          | 1            | -1           | 0            | 0            | 5        | -4     | 1           | 0          |
| S. Infantino     | 1        | 0       | 0           | 0          | 0            | 0            | 0            | 0            | 1        | 0      | 0           | 0          |
| A. Iuliano       | 7        | 0       | 2           | 0          | 3            | 1            | 0            | 0            | 10       | 1      | 2           | 0          |
| M. Kanoute       | 8        | 0       | 1           | 0          | 1            | 0            | 0            | 0            | 9        | 0      | 1           | 0          |
| M. Lame          | 0        | 0       | 0           | 0          | 0            | 0            | 0            | 0            | 0        | 0      | 0           | 0          |
| A. Letizia       | 0        | 0       | 0           | 0          | 0            | 0            | 0            | 0            | 0        | 0      | 0           | 0          |
| M. Maita         | 8        | 1       | 1           | 0          | 3            | 0            | 1            | 0            | 11       | 1      | 2           | 0          |
| G. Marcantognini | 0        | 0       | 0           | 0          | 0            | 0            | 0            | 0            | 0        | 0      | 0           | 0          |
| M. Marin         | 0        | 0       | 0           | 0          | 0            | 0            | 0            | 0            | 0        | 0      | 0           | 0          |
| R. Mittica       | 0        | 0       | 0           | 0          | 0            | 0            | 0            | 0            | 0        | 0      | 0           | 0          |
| M. Nicoletti     | 6        | 0       | 0           | 0          | 3            | 0            | 0            | 0            | 9        | 0      | 0           | 0          |
| N. Nikolopoulos  | 0        | 0       | 0           | 0          | 1            | 0            | 0            | 0            | 1        | 0      | 0           | 0          |
| F. Pambianchi    | 3        | 0       | 2           | 0          | 2            | 0            | 0            | 0            | 5        | 0      | 2           | 0          |
| M. Pellegrino    | 0        | 0       | 0           | 0          | 0            | 0            | 0            | 0            | 0        | 0      | 0           | 0          |
| F. Posocco       | 1        | 0       | 0           | 0          | 2            | 1            | 0            | 0            | 3        | 1      | 0           | 0          |
| F. Puntoriere    | 0        | 0       | 0           | 0          | 0            | 0            | 0            | 0            | 0        | 0      | 0           | 0          |
| A. Repossi       | 5        | 0       | 0           | 0          | 2            | 0            | 0            | 0            | 7        | 0      | 0           | 0          |
| C. Riggio        | 6        | 1       | 2           | 0          | 3            | 0            | 1            | 0            | 9        | 1      | 3           | 0          |
| R. Sabato        | 0        | 0       | 0           | 0          | 0            | 0            | 0            | 0            | 0        | 0      | 0           | 0          |
| A. Sepe          | 0        | 0       | 0           | 0          | 0            | 0            | 0            | 0            | 0        | 0      | 0           | 0          |
| A. Signorini     | 4        | 0       | 0           | 0          | 3            | 0            | 2            | 0            | 7        | 0      | 2           | 0          |
| A. Sirri         | 0        | 0       | 0           | 0          | 0            | 0            | 0            | 0            | 0        | 0      | 0           | 0          |
| M. Spighi        | 0        | 0       | 0           | 0          | 0            | 0            | 0            | 0            | 0        | 0      | 0           | 0          |
| G. Statella      | 8        | 0       | 0           | 0          | 3            | 0            | 1            | 0            | 11       | 0      | 1           | 0          |
| M. Valotti       | 0        | 0       | 0           | 0          | 0            | 0            | 0            | 0            | 0        | 0      | 0           | 0          |